# Marikana
Marikana of Rooikoppies is een stadje gelegen in de gemeente Rustenburg in de Zuid-Afrikaanse provincie Noordwest. Het ligt halverwege tussen Brits en Rustenburg langs de hoofdspoorlijn tussen de twee plaatsen. De naam Rooikoppies betekent Rodeheuvels in het Afrikaans. Ten zuiden van Marikana lopen de nationale weg N4 en de regionale weg R104. De belangrijkste economische activiteiten in het gebied zijn mijnbouw en landbouw.

## Geschiedenis
In 1870 werd Marikana aangelegd op de boerderij "Rooikoppies". Toen de spoorweg gebouwd werd zocht de verantwoordelijke beambte naar een naam voor de nieuwe spoorweghalte. Een kreek niet ver van het station af heet Maretlani, een inheemse naam voor een struik die daar in overvloed groeide. Die beambte kon de naam niet correct uitspreken en vervormde het tot "Marikani", wat later veranderd werd Marikana. De nederzetting breidde later uit tot zeven naburige boerderijen. In 1933 werd de Buffelspoortdam aangelegd, die de lokale boeren in staat stelde hun land te bevloeien.
Op 22 april 1944 werd hier een Nederduits-Gereformeerde kerkgemeente gesticht onder de naam "Rustenburg-Oos", later Marikana werd genoemd. 

## Lokale economie
Door de lucratieve teelt van tabak in de jaren 1960 groeide de boerengemeenschap. De landbouwactiviteiten in het gebied zijn veelzijdig, namelijk veehouderij, verbouw van mais, Spaanse pepers, paprika, soja, luzerne en zonnebloemen. In jaren 1970 werd mijnbouw geïntroduceerd en groeide uit tot de belangrijkste economische activiteit in het gebied. De belangrijkste mijnbouw bestaat uit de winning van platina en chroom. Sinds de komst van de mijnbouw heeft het stadje een explosieve groei van de formele en informele bevolking doorgemaakt.

## De Marikana-slachting
Verscheidene mijnwerkers van de AMCU-vakbond werden op 16 augustus 2012 bij de Lonmin-mijn door de Zuid-Afrikaanse politie doodgeschoten.
De politie probeerde om de gewelddadige stakers die op een heuvel samengekomen waren uit elkaar te jagen, waarna de schietpartij begon. Vierendertig betogers werden bij het voorval gedood. Volgens de Azanian People's Organisation herinnert de slachting aan de massamoord op 21 maart 1960 in Sharpeville, de Soweto-opstand van 16 juni 1976 en de gebeurtenissen op 17 juni 1992 in Boipatong.

## Subplaatsen
Het nationaal instituut voor de statistiek, Stats SA, deelt sinds de volkstelling 2011 deze hoofdplaats in in zogenaamde subplaatsen (sub place), c.q. slechts één subplaats:
Marikana SP.